# ラブ・セレナーデ
ラブ・セレナーデ (Love Serenade) は、1996年のオーストラリア映画。
1996年のカンヌ国際映画祭でカメラ・ドール受賞。主演、ミランダ・オットー。
オーストラリアの田舎町に住む、ヴィッキー・アンとディミティの姉妹。一風変わった二人の、一風変わった恋の物語。

## キャスト
- ミランダ・オットー：ディミティ
- レベッカ・フリス：ヴィッキー・アン
- ジョージ・シェベソフ：DJケン
- ジョン・アラネス

## ストーリー
二人だけで暮らす姉妹の隣に、人気DJが引っ越してきた。彼を巡って姉妹間で恋の鞘当が始まる。DJは両方に手を出してしまい、姉妹に殺害される。

## 受賞歴
- 1996年カンヌ国際映画祭カメラ・ドール